# Tomáš Staněk
Tomáš Staněk (ur. 13 czerwca 1991 w Pradze) – czeski lekkoatleta specjalizujący się w pchnięciu kulą.
Piąty zawodnik podczas młodzieżowych mistrzostw Europy (2013). Rok później na eliminacjach zakończył występy podczas halowych mistrzostw globu oraz czempionatu Starego Kontynentu. W 2015 nie zaliczył żadnej mierzonej próby w mistrzostwach Europy w hali, natomiast na mistrzostwach świata w Pekinie zajął odległe miejsce w eliminacjach i nie awansował do finału. Uczestnik halowych mistrzostw świata w Portland oraz igrzysk olimpijskich w Rio de Janeiro (2016). W 2017 został wicemistrzem Europy w Belgradzie oraz zajął 4. miejsce podczas światowego czempionatu w Londynie. Rok później zdobył brązowy medal halowego czempionatu globu w Glasgow.
Wielokrotny złoty medalista mistrzostw Czech oraz reprezentant kraju na drużynowych mistrzostwach Europy oraz w meczach międzypaństwowych.
Rekordy życiowe: stadion – 22,01 (2 czerwca 2017, Schönebeck oraz 15 sierpnia 2017, Warszawa); hala – 22,17 (6 lutego 2018, Düsseldorf). Oba rekordy są aktualnymi rekordami Czech.

## Osiągnięcia
| Rok  | Impreza                                 | Miejsce        | Pozycja           | Wynik |
| ---- | --------------------------------------- | -------------- | ----------------- | ----- |
| 2013 | Młodzieżowe mistrzostwa Europy          | Tampere        | 5. miejsce        | 19,18 |
| 2014 | Halowe mistrzostwa świata               | Sopot          | el. – 12. miejsce | 20,06 |
| 2014 | Superliga drużynowych mistrzostw Europy | Brunszwik      | 6. miejsce        | 19,52 |
| 2014 | Mistrzostwa Europy                      | Zurych         | el. – 14. miejsce | 19,61 |
| 2015 | Halowe mistrzostwa Europy               | Praga          | el. –             | NM    |
| 2015 | I liga drużynowych mistrzostw Europy    | Heraklion      | 1. miejsce        | 19,67 |
| 2015 | Mistrzostwa świata                      | Pekin          | el. – 19. miejsce | 19,64 |
| 2016 | Halowe mistrzostwa świata               | Portland       | 16. miejsce       | 19,46 |
| 2016 | Igrzyska olimpijskie                    | Rio de Janeiro | el. – 20. miejsce | 19,76 |
| 2017 | Halowe mistrzostwa Europy               | Belgrad        | 2. miejsce        | 21,43 |
| 2017 | Superliga drużynowych mistrzostw Europy | Lille          | 1. miejsce        | 21,63 |
| 2017 | Mistrzostwa świata                      | Londyn         | 4. miejsce        | 21,41 |
| 2018 | Halowe mistrzostwa świata               | Birmingham     | 3. miejsce        | 21,44 |
| 2018 | Mistrzostwa Europy                      | Berlin         | 4. miejsce        | 21,16 |
| 2018 | Puchar interkontynentalny               | Ostrawa        | 6. miejsce        | 21,22 |
| 2019 | Halowe mistrzostwa Europy               | Glasgow        | 3. miejsce        | 21,25 |
| 2019 | Superliga drużynowych mistrzostw Europy | Bydgoszcz      | 2. miejsce        | 20,65 |
| 2019 | Mistrzostwa świata                      | Doha           | 10. miejsce       | 20,79 |
| 2021 | Halowe mistrzostwa Europy               | Toruń          | 1. miejsce        | 21,62 |
| 2021 | I liga drużynowych mistrzostw Europy    | Kluż-Napoka    | 1. miejsce        | 20,79 |
| 2021 | Igrzyska olimpijskie                    | Tokio          | el. – 17. miejsce | 20,47 |
| 2022 | Halowe mistrzostwa świata               | Belgrad        | 14. miejsce       | 19,93 |
| 2022 | Mistrzostwa Europy                      | Monachium      | 3. miejsce        | 21,26 |
| 2023 | Halowe mistrzostwa Europy               | Stambuł        | 2. miejsce        | 21,90 |
| 2023 | I dywizja drużynowych mistrzostw Europy | Chorzów        | 4. miejsce        | 20,47 |
| 2023 | Mistrzostwa świata                      | Budapeszt      | el. – 16. miejsce | 20,41 |
| 2024 | Halowe mistrzostwa świata               | Glasgow        | 11. miejsce       | 20,31 |
| 2024 | Mistrzostwa Europy                      | Rzym           | 5. miejsce        | 20,88 |
| 2024 | Igrzyska olimpijskie                    | Paryż          | 10. miejsce       | 20,37 |
| 2025 | Halowe mistrzostwa Europy               | Apeldoorn      | 3. miejsce        | 20,75 |